# Glenlossie
Glenlossie est une distillerie de whisky située près d'Eglin, dans le Speyside, en Écosse.

## Histoire
Glenlossie a été fondée en 1876 par John Duff. En 1919 la distillerie fut rachetée par Distillers Company Ltd. (DCL). Elle fut détruite complètement par un incendie en 1929 avant d'être reconstruite. En 1962 le nombre d'alambics fut porté de quatre à six.
Comme beaucoup d'autres distilleries, la distillerie a été fermée pendant les deux guerres mondiales à cause de la pénurie d'orge.

## Production
L’eau utilisée par Glenlossie provient du ruisseau Bardon Burn, comme c'est également le cas pour la distillerie Mannochmore, qui se trouve à proximité. La distillerie dispose d’une cuve de brassage (mashtun) de 8 tonnes et de huit cuves de fermentation (wash backs), chacune de 45 000 litres. La distillation se fait au moyen de six alambics, trois wash stills de 48 000 litres au total et de trois spirit stills de 43 200 litres au total, chauffés à la vapeur.